# Stazione di Trebisacce
Stazione di Trebisacce vasútállomás Olaszországban, Calabria régióban, Trebisacce településen. Az állomás 1869-ben nyílt meg.

## Vasútvonalak
Az állomást az alábbi vasútvonalak érintik:
- Jonica-vasútvonal

## Kapcsolódó állomások
A vasútállomáshoz az alábbi állomások vannak a legközelebb:
- Stazione di Amendolara-Oriolo
- Stazione di Villapiana Lido